# Ridleyandra
Ridleyandra es un género  de plantas herbáceas  perteneciente a la familia Gesneriaceae.  Comprende 45 especies descritas y todas están en disputa, pendientes de ser aceptadas.  Es originaria de Borneo y la Península Malaya.

## Descripción
Son hierbas lignescentes perennes. Tallo leñoso (excepto R. tenella), cortos o alargados, ± erectos, a menudo peludos. Hojas generalmente en una roseta densa o mechón suelto en la parte superior del tallo; pecioladas, láminas obovadas, elípticas o lanceoladas; margen entero, dentado, serrado, profundamente serrado u ondulado. Las inflorescencias en cimas axilares; con alargado pedúnculo, bractéolas amplio lanceoladas a lineares; con una o varias flores. Fruto capsular, alargado o corto, de pared gruesa, carnosa ± o seco, dehiscente solamente en el lado superior. Semillas numerosas, pequeñas, células testa elípticas con una cresta longitudinal en el medio (excepto R. tenella). Tiene un número de cromosomas de: 2n = 34.

## Taxonomía
El género fue descrito por  Anton Weber y publicado en Beitrage zur Biologie der Pflanzen 70(2–3): 171. 1997[1998].
Etimología
Ridleyandra nombre genérico compuesto donde la primera parte del nombre rinde homenaje a Henry Nicholas Ridley (1855-1956), un eminente botánico inglés que trabajó en Singapur, la península de Malaca y alrededores. El prefijo -andra  (de la ανδρος griega, andros = "hombre", aludiendo al androceo) se hace eco de la posición anterior de la planta en Didissandra.

## Algunas especies
- Ridleyandra atrocyanea (Ridl.) A.Weber
- Ridleyandra atropurpurea (Ridl.) A.Weber
- Ridleyandra castaneifolia (Ridl.) A.Weber
- Ridleyandra corneri A.Weber
- Ridleyandra flammea (Ridl.) A.Weber